# Yavuz-Sultan-Selim-Moschee

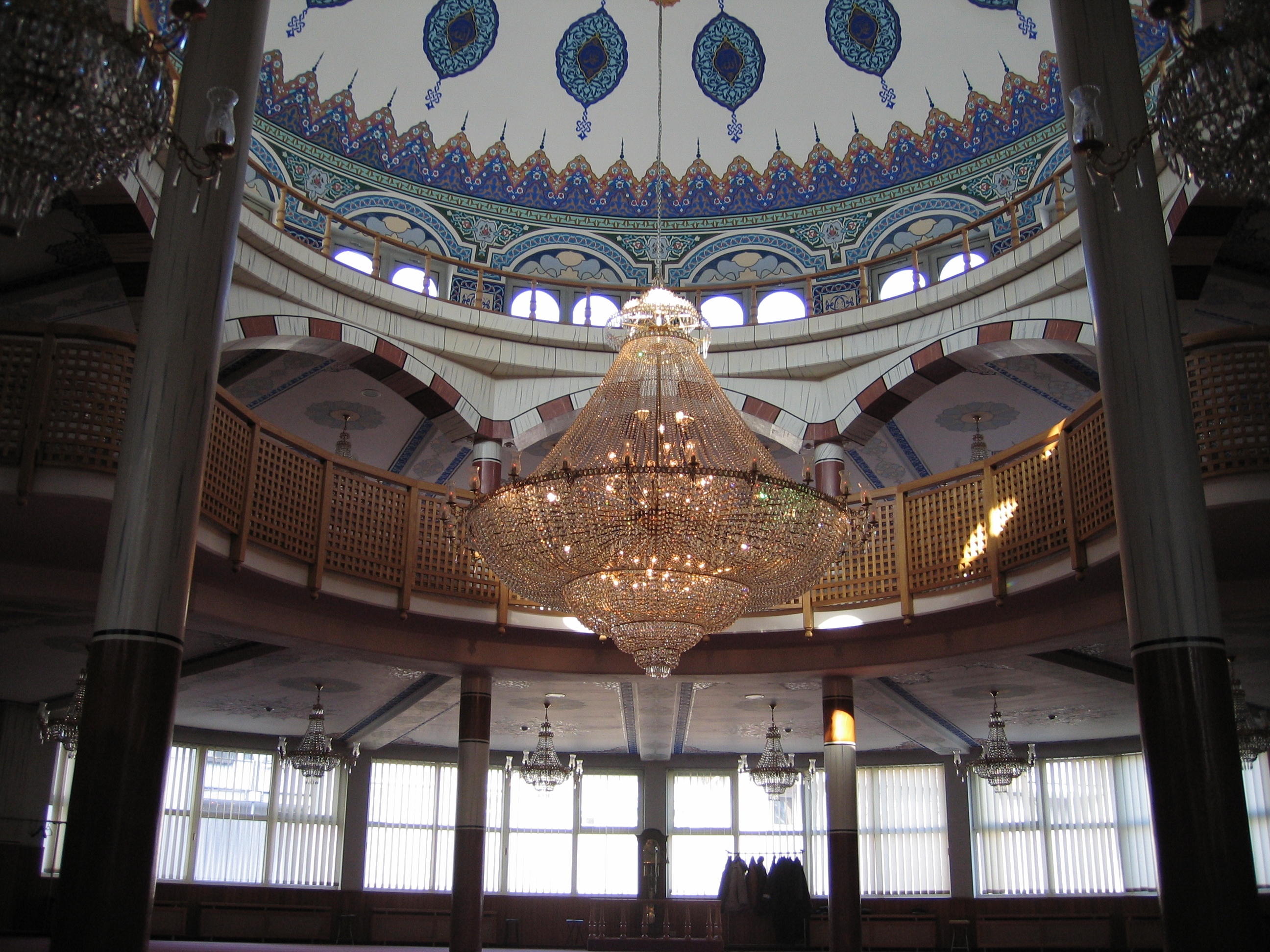
Rückseite Gebetsraum (Blick nach Nordwesten)

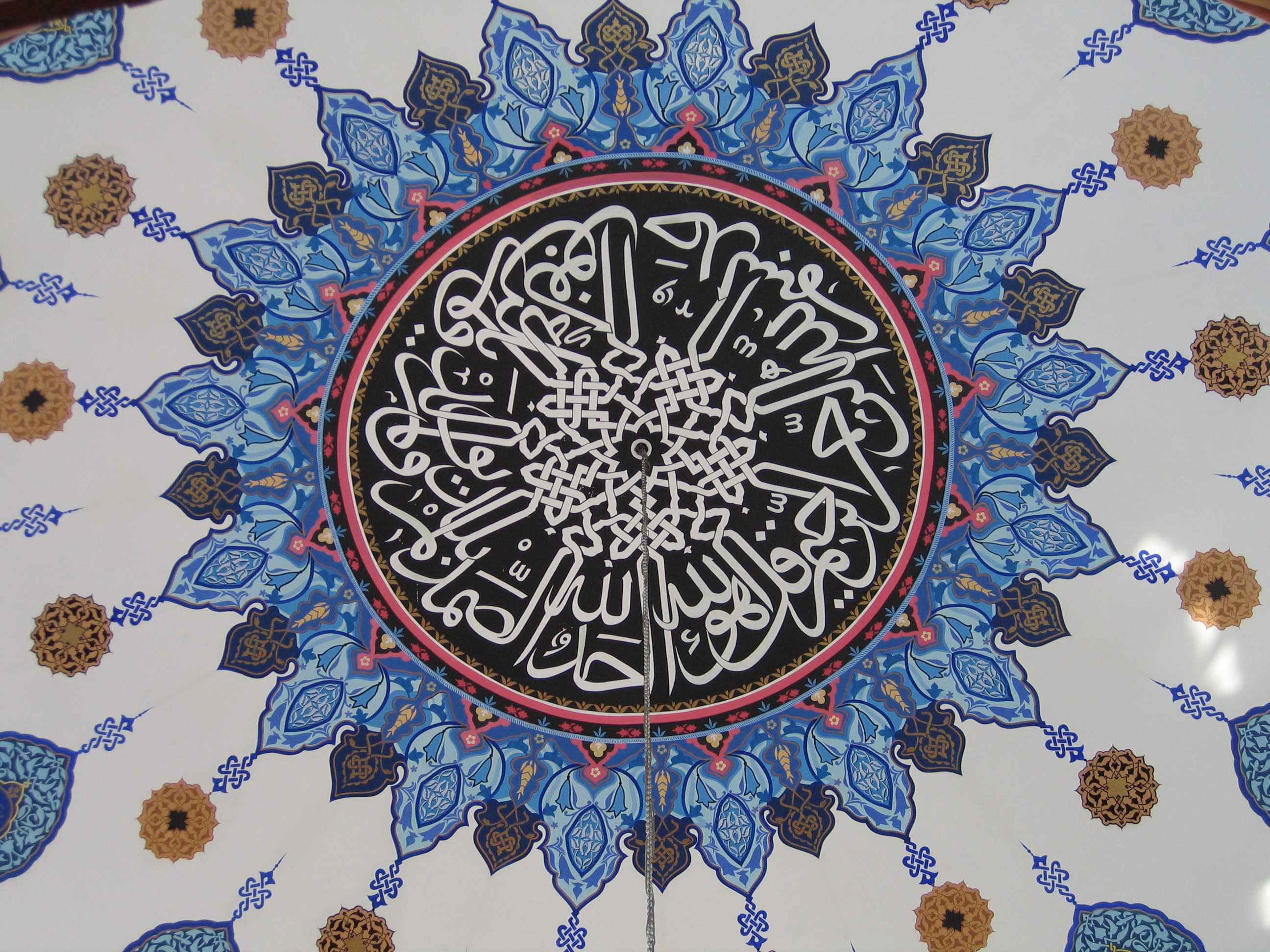
Zentrales Kuppelornament

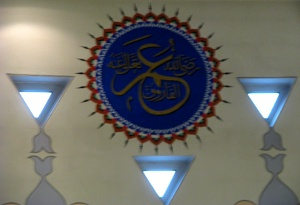
Dreiecksfenster

Die Yavuz-Sultan-Selim-Moschee wurde zwischen 1993 und 1995 im Mannheimer Stadtteil Jungbusch erbaut. Benannt ist sie nach Sultan Selim I., genannt „Yavuz“ (= der „Gestrenge“, der „Grausame“). Bis zur Eröffnung der DITIB-Merkez-Moschee in Duisburg-Marxloh 2008 war sie die größte Moschee Deutschlands. Das Gebäude steht seit 2025 unter Denkmalschutz.

## Geschichte
Aufgrund des hohen Bedarfs der Wirtschaft an Arbeitern nahm Mannheim ab Mitte der 1950er viele Gastarbeiter auf. Zunächst kamen zahlreiche Italiener, nach dem Anwerbeabkommen zwischen der Bundesrepublik Deutschland und der Türkei 1961 auch viele Türken und damit erstmals eine nennenswerte Zahl an Muslimen. Der Islamische Bund Mannheim betrieb ab 1972 einen Gebetssaal in einem Hinterhof im Quadrat G7, 18 in der westlichen Unterstadt der Innenstadt.
Nachdem der Bezirk 1984 von der Stadt Mannheim zu einem Sanierungsgebiet erklärt worden war und es an Feiertagen aufgrund lauter Gebetsrufe und mangelnden Parkplätzen zu Konflikten mit der Nachbarschaft gekommen war, wurde nach einem neuen Standort gesucht. Aus der Einsicht geboren, dass das Bild des nach einiger Zeit in sein Heimatland zurückkehrenden „Gastarbeiters“ nicht mehr der Realität entsprach, entstand der Wunsch nach dem Bau einer repräsentativen Moschee. 1989 stellte die Stadt ein Trümmergrundstück im nahegelegenen Stadtteil Jungbusch gegenüber der westlichen Unterstadt zur Verfügung, das seit dem Zweiten Weltkrieg brach lag. Für das Grundstück bezahlte der Verein 731.000 Mark. Der Standort führte zu teilweise hitzigen Diskussionen, weil die beiden Stadtviertel mit den höchsten Migrantenanteil in Mannheim haben und eine Verstärkung der Ghetto-Bildung befürchtet wurde.
Erst 1992 wurde die Baugenehmigung erteilt und im Jahr darauf am 12. Februar der Grundstein gelegt. Nach zwei Jahren Bauzeit konnte die Moschee am 4. März 1995 eröffnet werden. Die Planung stammte von Mehmed Bedri Sevinçoy von einem niederländischen Architekturbüro, Projektleiter war Hubert Geißler. Die Baukosten beliefen sich auf zehn Millionen D-Mark, die fast ausschließlich durch Spenden Mannheimer Bürger aufgebracht wurden. Bereits nach relativ kurzer Zeit wiesen die Stahlbetonstützen des Minaretts Risse auf, so dass 2005 ein neues, nun schmaler und drei Meter höher, errichtet wurde.
Trägerverein der Moschee ist die Ditib Türkisch Islamische Gemeinde zu Mannheim e.V. Der Vorsitzende der Gemeinde ist seit 2022 Hızır Oymak. Zur Förderung des Dialogs wurde 1994 der Verein Christlich-Islamische Gesellschaft Mannheim unter der Leitung des Pfarrers der benachbarten katholischen Liebfrauenkirche gegründet. 1996 wurde das der Moschee angegliederte Institut für Integration und interreligiösen Dialog gegründet, das das Projekt der „Offenen Moschee“ entwickelte. Den Vorsitz des Trägervereins übernahm der Pfarrer der evangelischen Hafenkirche. Zwischen 1995 und 2008 besuchten etwa 250.000 Bürger eine Führung. Bekir Alboğa, Beauftragter für interreligiösen Dialog der Türkisch-Islamischen Union der Anstalt für Religion (DİTİB), war lange Imam und Leiter des Mannheimer Instituts. Heute ist Talat Kamran der Leiter des Mannheimer Instituts.

## Beschreibung

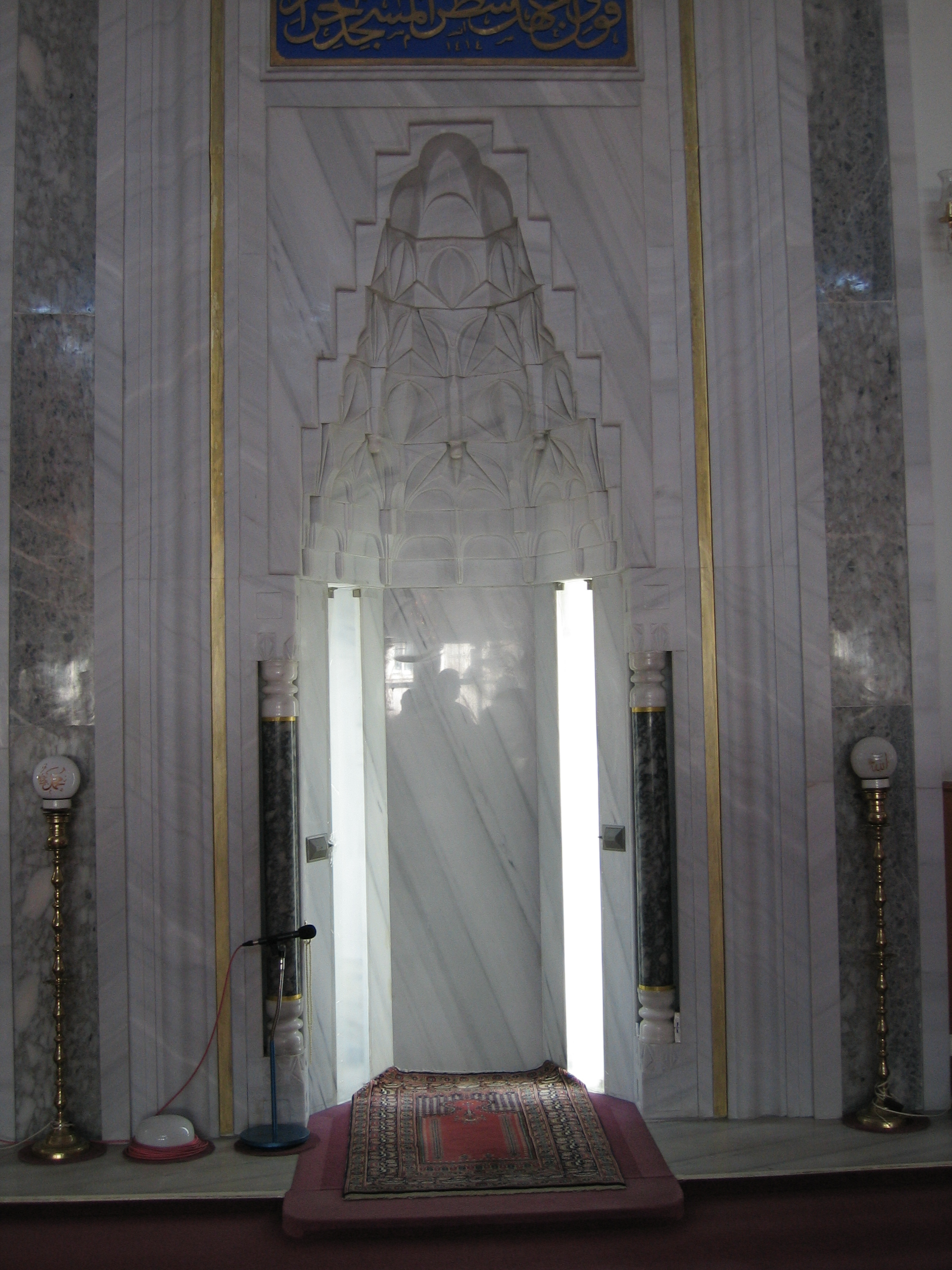
Gebetsnische

Die Yavuz-Sultan-Selim-Moschee steht im östlichen Jungbusch am Innenstadtring, der hier zugleich Teil der vielbefahrenen Bundesstraße 44 ist, in direkter Nachbarschaft der Liebfrauenkirche. Die Moschee ist ein Kuppelbau mit einem 35 Meter hohen Minarett. Sie wird von zwei Gebäuden mit je drei Wohnungen eingerahmt, die den Bezug zur Nachbarbebauung herstellen. Von den Gebäuden leiten runde Treppenhäuser zur Moschee über. In Form von Säulen wiederholt sich das Motiv im Erdgeschoss, in dem Läden angesiedelt sind. Darüber ist ein dreieckiger Erker angeordnet, der außen sichtbar die Gebetsnische nach Südosten in Richtung Mekka anzeigt. Im Innern des Erdgeschosses befinden sich ein Versammlungssaal, Unterrichtsräume und der rituelle Waschraum mit einem Springbrunnen aus Marmor. 2024 erfolgte eine umfassende Modernisierung der Außenfassade und der Minarette.
Zwei Treppen führen in die erste Etage zum den Männern vorbehaltenen Gebetssaal. Eine weit in den Raum ragende Empore ist für die Frauen vorgesehen. Insgesamt fasst der Saal 2.500 Personen, davon 500 auf der Frauengalerie. Er ist von der Kuppel überspannt, die mit Kalligrafien verziert ist. In der Wand sind kleine dreieckige Fenster eingelassen. Neben der zur Kaaba in Mekka gerichteten Gebetsnische (Mihrab) befindet sich die Stufenkanzel für Freitagsgebete (Mimbar). Außerdem gibt es noch eine Kanzel für Vorlesungen und Vorträge (Kursi). Ein tulpenförmiger Kronleuchter aus Kristallglas war ein Geschenk der christlichen Kirchen und der jüdischen Gemeinde. Bemerkenswert ist der Grundriss der Moschee, im Gegensatz zu den meisten Moscheen weltweit ist er nicht rechteckig oder quadratisch, sondern rund.

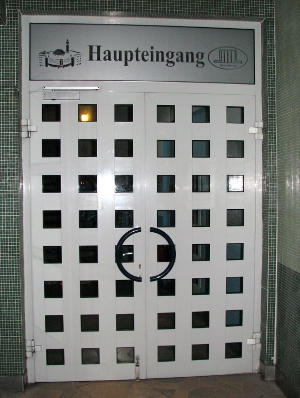
Portal
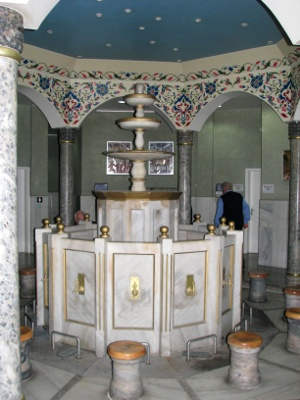
Waschraum
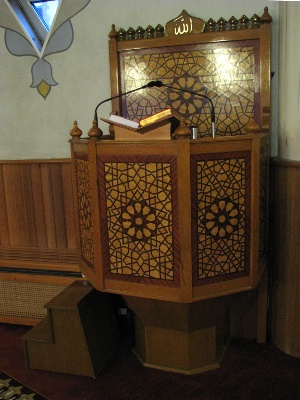
Kanzel
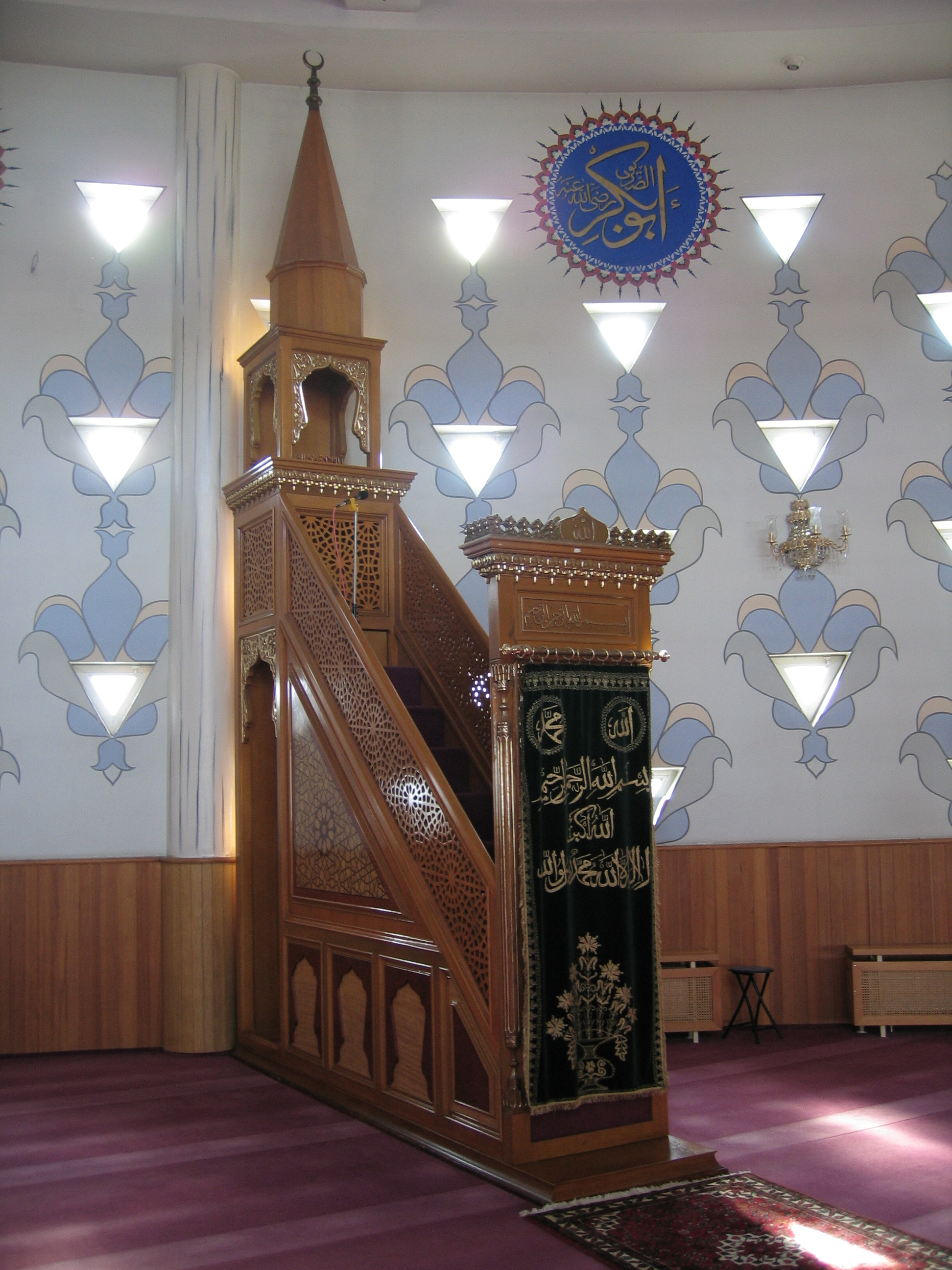
Freitagskanzel